# Ráckeve HÉV-állomás
Ráckeve HÉV-állomás egy HÉV-állomás, melyet a MÁV-HÉV Helyiérdekű Vasút Zrt. (MÁV-HÉV) üzemeltet Ráckeve településen.

## Története
A H6-os HÉV-vonal déli végállomásaként 1892-ben épült, közvetlenül a mai 5101-es út mentén. A dunaharaszti járműtelep kapacitását kiegészítendő, az állomáshoz kapcsolódóan egy kocsiszín is létesült, amit 1994-ben adtak át.

## Forgalom
| Járat | Útvonal | Gyakoriság       |
| ----- | --- | ---------------- |
|       | Budapest, Közvágóhíd – (Kén utca –) Pesterzsébet felső – Torontál utca – Soroksár felső – Soroksár, Hősök tere – Szent István utca – Millenniumtelep – Dunaharaszti felső – Dunaharaszti külső – Szigetszentmiklós – József Attila-telep – (Szigetszentmiklós alsó –) Szigetszentmiklós-Gyártelep – Szigethalom – Szigethalom alsó – Tököl – Szigetcsép – Szigetszentmárton-Szigetújfalu – (Horgásztanyák – Angyalisziget –) Ráckeve | 20-60 percenként |

## Megközelítés tömegközlekedéssel
- Elővárosi busz:  665, 669, 670, 671, 675, 676, 697, 698